# Języczek szarobrązowy

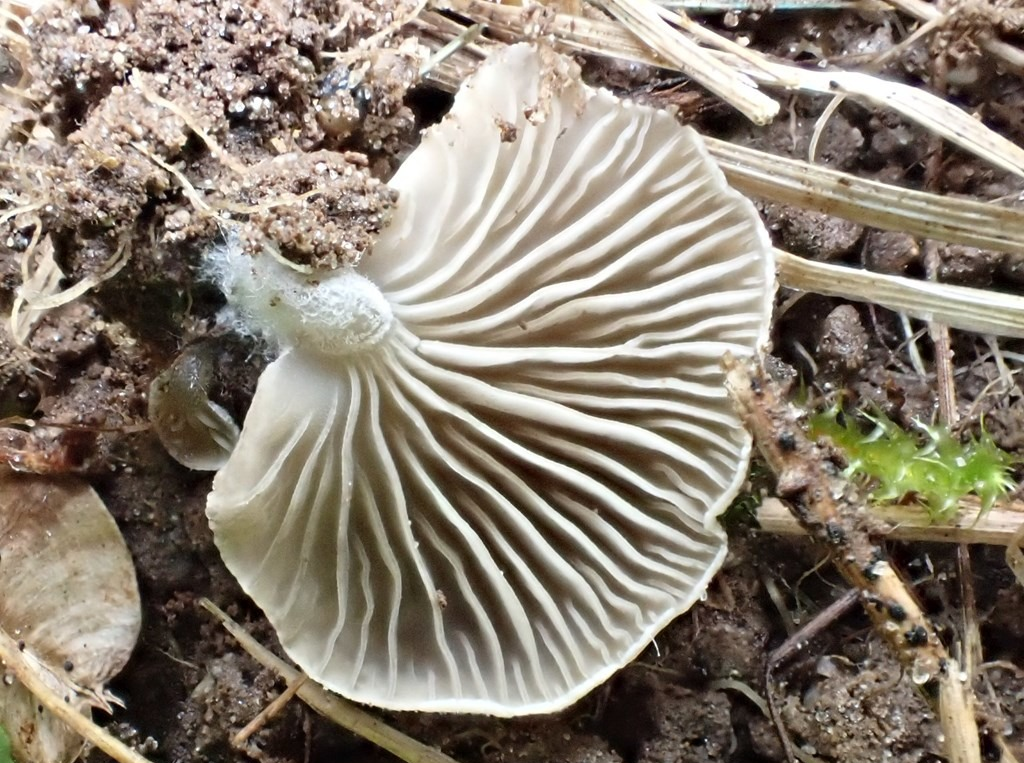
Owocnik od spodu

Języczek szarobrązowy (Arrhenia glauca (Batsch) Bon & Courtec.) – gatunek grzybów z rodziny wodnichowatych (Hygrophoraceae).

## Systematyka i nazewnictwo
Pozycja w klasyfikacji według Index Fungorum: Arrhenia, Hygrophoraceae, Agaricales, Agaricomycetidae, Agaricomycetes, Agaricomycotina, Basidiomycota, Fungi.
Po raz pierwszy gatunek ten opisał w 1783 r. August Johann Georg Karl Batsch, nadając mu nazwę Agaricus glaucus, potem zaliczany był do różnych rodzajów. W 1987 r. Marcel Bon i Régis Courtecuisse przenieśli go do rodzaju Arrhenia. Niektóre synonimy:
- Cantharellus glaucus (Batsch) Fr. 1874
- Dictyolus glaucus (Batsch) Quél., 1886
- Geotus glaucus (Batsch) Pilát & Svrček 1953
- Leptotus glaucus (Batsch) Maire 1933
- Merulius glaucus (Batsch) Kuntze 1891

Polską nazwę zaproponował Władysław Wojewoda w 2003 r.

## Morfologia
Owocnik
Łopatkowaty, beztrzonowy lub z krótkim, bocznie osadzonym trzonem. Kapelusz o szerokości 5–10 mm, łopatkowaty, półkolisty do prawie okrągłego, tylko w bardzo młodym wieku wypukły, szybko spłaszczony do nawet lekko wklęsłego z garbkiem w miejscu przyczepu. Powierzchnia wyraźnie biaława, filcowato-włóknista, nieprążkowana, niektóre części bardziej wodniste, starsze okazy matowo brązowoszare, ku brzegowi białawe, czasami z ciemniejszą strefą. Jest niehigrofaniczny, lekko blednący podczas suszenia. Brzeg prosty, prawie nie podwinięty, biały, filcowaty. Blaszki dość rzadkie, liczba blaszeczek 1–7 (blaszki niepełne pomiędzy dwoma blaszkami pełnymi), wąsko przyrośnięte do krótko zbiegających, proste, wąskie, rzadko rozwidlone, szczególnie w starszym wieku. Blaszki nieliczne, jasnoszare do szarych z matowymi brązowawymi odcieniami. Ostrze blaszek gładkie, tępe, jaśniejsze. Trzon o szerokości 1 mm, do 3 mm długości, boczny, gęsto pokryty białymi włoskami u nasady przyczepionymi do podłoża. W eksykatach kapelusz jest szarobrązowy, blaszki brązowe do ciemnobrązowych, z wyjątkiem wciąż białawej podstawy trzonu.
Cechy mikroskopowe
Bazydiospory średnio 6,6 × 4,0 μm, Q = 1,2–2,4, średnio 1,7, łezkowate do kropelkowatych, jajowate lub szerokoeliptyczne, gładkie, szkliste, często w tetradach, nieamyloidalne, niecyjanofilne. Podstawki 17,5–28,7 × 5,8–9,5 μm, 4-zarodnikowe, rzadko 2-zarodnikowe, cylindryczne do lekko maczugowatych, szkliste. Trama blaszek prawie regularna, podobna do tramy kapelusza. Cystyd brak. Skórka kapelusza zbudowana z gładkich strzępek o szerokości 4–9 μm i końcach cylindrycznych lub lekko maczugowatych. Trama kapelusza zbudowana głównie z równoległych strzępek, stająca się bardziej nieregularna w pobliżu hymenium, zbudowana z cylindrycznych do napęczniałych strzępek o średnicy 4–7 μm, częściowo wyraźnie inkrustowana. Występują sprzążki na strzępkach we wszystkich częściach grzyba i u podstawy podstawek.

## Występowanie i siedlisko
Występuje w niektórych krajach Europy. W Polsce W. Wojewoda w 2003 r. przytoczył jedno stanowisko, w późniejszych latach podano następne.
Grzyb saprotroficzny rozwijający się na próchnicznej glebie i próchniejącym drewnie drzew liściastych.